# تئاتر نوین اسلو
تئاتر نوین اسلو (به نروژی: Oslo Nye Teater) یا تئاتر شهر، یک سالن اجرای نمایشنامه در شهر اسلو، پایتخت نروژ است.
 روال معمول برنامه‌های این تئاتر، متأثر از درام‌های جدید نروژی و بین‌المللی، کمدی، موزیکال، نمایش‌های خانوادگی، کودکان و تئاتر عروسکی است.

## پیشینه
تئاتر نوین اسلو، در سال ۱۹۵۹ میلادی، به واسطه ادغام تئاتر نو؛ و تئاتر مردم، به ابتکار شهرداری اسلو تأسیس شد. این نمایشخانه، ابتدا تحت مدیریت یک شرکت سهامی تئاتر، با شراکت شهرداری اسلو، که مالک یک سوم کل سهام بود؛ اداره می‌شد. تئاتر نوین اسلو، از همان ابتدای تأسیس، تقریباً تمام بازیگران ۲ نمایشخانه قبلی ادغام شده را تحت پوشش قرار داد. اولین رئیس این نمایشخانه، اکسل اتو نورمن، بود. 

در سال ۱۹۶۷ میلادی، بعد از انجام یکسری بازسازی‌ها، مسئولیت اقتصادی تئاتر نوین اسلو، به‌طور کامل به شهرداری اسلو سپرده شد. در عمل تورالو ماورستاد، رئیس جدید تئاتر، این نمایشخانه را به یک صحنه مطلق اجرای نمایشنامه‌های کمدی تبدیل کرد.
از سال ۱۹۸۶م، تئاتر نوین اسلو، مشمول دریافت کمک‌های دولتی نیز شد اما این کمک‌ها در سال ۱۹۹۹م، قطع شد؛ و بار دیگر مسئولیت اقتصادی این نمایشخانه، به‌طور کامل به شهرداری اسلو سپرده شد.
تئاتر نوین اسلو، دارای ۴ سالن نمایش، در ۳ ساختمان مجزا، در شهر اسلو، است. ساختمان اصلی، یک بنای بتونی است که در سال ۱۹۲۹م، در سبک معماری نئوکلاسیک، ساخته شده‌است.